# ローズマリー・トロッケル

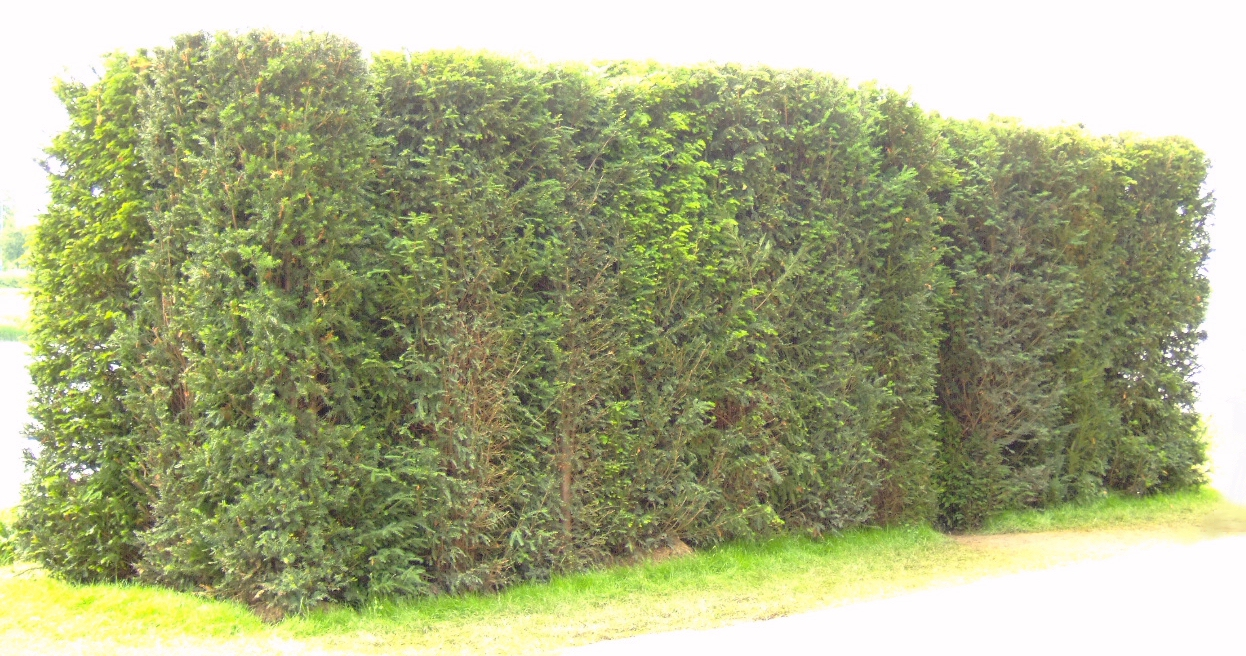
『Weniger wild als andere』(2007年、ミュンスター)

ローズマリー・トロッケル（独: Rosemarie Trockel、1952年11月13日 - ）は、ドイツのコンセプチュアル・アーティスト。絵画、彫刻、ビデオ・アート、インスタレーション、ミクストメディアの諸分野で活躍する。1985年以降、編機を使った作品を制作し続けている。デュッセルドルフ美術アカデミーの教授も務める。

## 経歴
1952年11月13日、西ドイツノルトライン＝ヴェストファーレン州シュヴェールテに生まれる。1974年から1978年、ケルンのKölner Werkschulenで人類学、数学、社会学、神学を学ぶ。この時期、ヨーゼフ・ボイスの強い影響を受ける。
1980年代初頭、ジリ・ゲオルグ・ ドコピルとWalter Dahnが設立した芸術家集団「Mülheimer Freiheit 」の一員となり、ケルンのMonika Sprüthの女性限定ギャラリーで展覧会を開く。
1985年、トロッケルは工業用編機で巨大な絵画を制作し始める。幾何学的なモチーフ、あるいはプレイボーイのバニーや鎌と槌のようなロゴが特徴で、「made in West Germany」という商標を付けた。また1980年代は女性芸術家の作品に焦点を当てた『Eau de Cologne』誌のためにも働いた。
1990年代後半からは、粘土にも取り組み、手編み・機械編みの編み物絵画の制作も引き続き行った。これらの作品の一部は2005年、ルートヴィヒ美術館などで開催された回顧展「Post-Menopause（閉経後）」に出品された。この展覧会の題名は、女性芸術家は人生の後期にならないと評価されないという意味らしい:252。
2011年、ウルフ賞芸術部門を受賞。
2012年、ニューヨークのニュー・ミュージアム・オブ・コンテンポラリー・アートでトロッケルの大回顧展「Rosemarie Trockel: A Cosmos」（キュレーターはリン・クック）が催された。

## 作品
トロッケルの作品は既成のアーティストや芸術スタイル（たとえばミニマル・アート）を批評していることが多い。

## 展覧会
- Rebelle: Art & Feminism 1969-2009（2009年、アーネム、モダンアートミュージアム）[5]:252
- Rosemarie Trockel: A Cosmos（2012年 – 2013年、ニューヨーク、ニュー・ミュージアム・オブ・コンテンポラリー・アート）

## 参考図書
- J. Koether (1987). Interview with Rosemarie Trockel. Flash Art (International) 134, pages 40–42
- Sidra Stich (editor) (1991). Rosemarie Trockel (exhibition catalogue). Boston: The Institute of Contemporary Art; Berkeley: University Art Museum.
- Birte Frenssen, Rosemarie Trockel (1998). Rosemarie Trockel, Werkgruppen 1986-1998 : Köln, Brüssel, Paris, Wien I, Wien II, Opladen, Schwerte, Düren, Hamburg (exhibition catalogue). Köln: Oktagon.
- G. Theewen (editor) (1997). Rosemarie Trockel: Herde. Köln: Salon Verlag.